# Ніобій
Ніобій (англ. niobium, нім. Niob n, Niobium n) — хімічний елемент, символ Nb, ат. н. 41; ат.м. 92,9064. Названий на честь Ніоби — дочки Тантала. Світло-сірий блискучий пластичний метал. Хімічно неактивний. Густина 8,570; tплав 2500 °С, tкип 4927 °С. При взаємодії з галогенами утворює галогеніди. Ніобій — літофільний елемент, пов'язаний із гранітними, нефелін-сієнітовими, ультраосновними лужними породами і карбонатитами. Його кларк у земній корі 2•10−3 % мас. Тісно асоціює з Та, утворюючи спільно з ним понад 50 мінералів. Найважливіші мінерали: група колумбіту-танталіту (Fe, Mn) (Nb, Ta)2O6, пірохлор (Ca, Na) (Nb, Ta, Ti)2O6(OH, F), лопарит (Na, Ce, Ca)2(Ti, Nb, Ta)O3.

## Історія
У 1801 р. англійський хімік Чарльз Гатчет із мінералу, знайденого в Колумбії, уперше виділив оксид нового елемента, названий колумбієм. У 1802 р. шведський хімік А. Екеберґ виділив схожий оксид іншого елемента, названого танталом. Обидва елементи вважалися ідентичними, але в 1844 р. Г. Розе довів, що у всіх мінералах поряд з танталом присутній ще один елемент, вельми близький до нього за властивостями, який був ним названий ніобієм. Колумбіт Гатчета виявився сумішшю ніобію і танталу, але назва колумбіт аж до 1949 р. зберігалася за ніобієм, поки не було прийняте рішення залишити за елементом назву ніобій. Метод розділення ніобію і танталу був знайдений лише у 1866 році Жаном Шарлем Галісардом Маріньяком, і базувався на різній розчинності фторидів цих металів у воді.

## Властивості

### Фізичні властивості

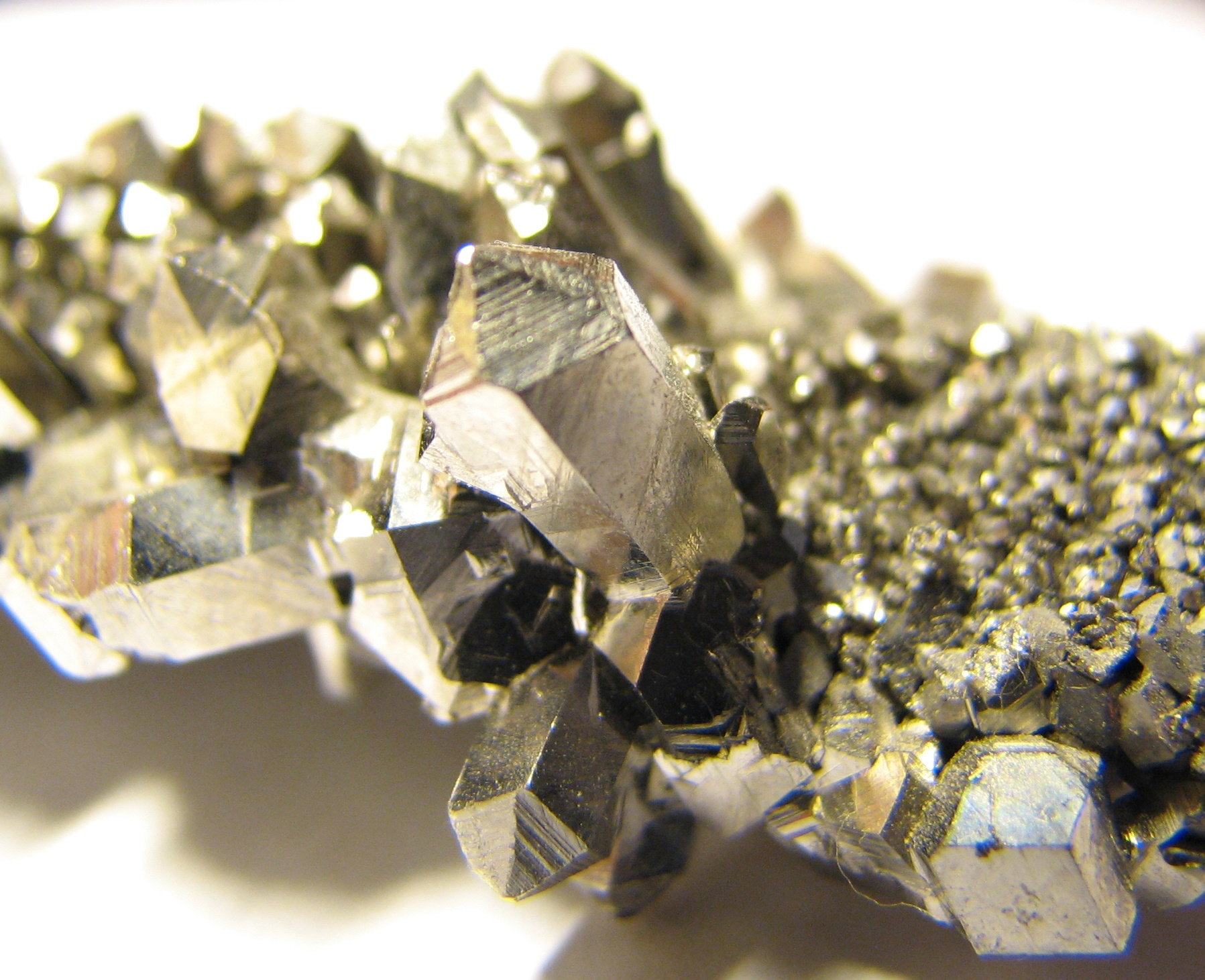
Кристали ніобію.

Густина 8,570; tплав 2500 °С (шосте місце серед усіх металів за тугоплавкістю, після вольфраму, ренію, осмію, танталу і молібдену), tкип 4927 °С. Пластичний, зберігає міцність при високих температурах. Світло-сірий блискучий метал.
Кристалічна ґратка — об'ємноцентрована кубічна з періодом 329,41 пм. Лінійний коефіцієнт розширення — 7,2·10−6 К−1. Модуль Юнга — 130 ГПа, межа плинності — 273 МПа, модуль зсуву — 50 ГПа.
Питомий опір — 15,24·10−8 Ом·м. Енергії іонізації для першого, другого, третього електрона — 6,88 еВ, 13,9 еВ і 28,1 еВ відповідно. Критична температура — 9,22 К. З добавками Ti, Sn, Al, Ge переходить у надпровідний стан за порівняно високих температур до 23 К.

### Хімічні властивості
За хімічними властивостями близький до танталу, тому вони часто зустрічаються спільно. Хімічно слабоактивний. Ніобій надзвичайно стійкий на холоді і при невеликому нагріванні до дії багатьох агресивних середовищ, у тому числі і кислот. 
Ніобій розчиняє тільки плавикова кислота, її суміш з азотною кислотою і луги. Інші кислоти-окиснювачі пасивують ніобій, вкриваючи його захисною плівкою оксиду. Товщина цього шару збільшується при зростанні температури. Амфотерний.
Реагує з галогенами, азотом, воднем.
При гідролізі оксиду ніобію Nb2O5 утворюються гідрати Nb2O5·nH2O, що також відомі під назвою ніобієві кислоти. Найпростіші з них — метаніобієва кислота HNbO3 і ортоніобієва H3NbO4. Солі цих кислот називають ніобатами.
У сполуках може мати ступені окиснення від +1 до +5 (найхарактерніша +5).

### Ізотопи
Весь природний ніобій представлений одним ізотопом, 93Nb. Крім нього відомий 51 ізотоп ніобію з масовими числами від 81 до 115, 17 з яких — метастабільні. Найстійкіший з радіоактивних ізотопів ніобію, 92Nb, має період напіврозпаду 34,7 мільйонів років. Також великі періоди напіврозпаду мають 94Nb (20300 років) і 91Nb (680 років). Найважливішим радіоактивним ізотопом є 95Nb з періодом напіврозпаду 35 днів.

## Отримання
Найважливіші мінерали: група колумбіту-танталіту (Fe, Mn) (Nb, Ta)2O6, пірохлор (Ca, Na) (Nb, Ta, Ti)2O6(OH, F), лопарит (Na, Ce, Ca)2(Ti, Nb, Ta)O3. Сполуки ніобію містить також маріуполіт.
Їх переробляють алюмо- або силікотермічним відновленням на силікомарганець (40-60 % Nb) і феротанталоніобій. Металевий ніобій отримують з рудних концентратів за складною технологією в три стадії:
1. розщеплення концентрату,
2. розділення ніобію і танталу та отримання їх чистих хімічних сполук,
3. відновлення та рафінування металевого ніобію та його сплавів. Основні промислові методи виробництва Nb і сплавів — алюмотермічний, натрійтермічний, карботермічний: 
із суміші Nb2O5 і сажі спочатку отримують при 1800 °C в атмосфері водню карбіди, потім із суміші карбідів і пентаокису при 1800–1900 °С у вакуумі — метал.

Для одержання сплавів ніобію в цю суміш додають оксиди легуючих металів;
За іншим варіантом ніобій відновлюють при високій температурі у вакуумі безпосередньо з Nb2O5 сажею.
Натрійтермічним способом ніобій відновлюють натрієм з K2NbF7,
Алюмінотермічним — алюмінієм з Nb2O5.
Компактний метал (злиток) виробляють методами порошкової металургії, спікаючи пресовані з порошків таблетки у вакуумі при 2300 °C, або електроннопроменевою і вакуумною дугового плавкою;
Монокристали ніобію високої чистоти — отримують електроннопроменевою зонною плавкою.

## Застосування
Ніобій входить до багатьох жаро- та корозійностійких сплавів і жароміцних сталей. Ніобій і його сплави використовують як конструкційні матеріали для деталей реактивних двигунів, ракет, газових турбін, хімічної апаратури, електронних приладів, електричних конденсаторів, надпровідних пристроїв.
Ніобій широко використовують у вигляді фероніобію як добавку до нержавіючих сталей. Невеликий поперечний перетин захоплення теплових нейтронів (1,1 барн) робить його перспективним конструкційним матеріалом для ядерних реакторів. Ніобати широко застосовують як сегнетоелектрики, п'єзоелектрики, лазерні матеріали. Чорна металургія споживає у вигляді фероніобію до 90 % світового виробництва ніобію. Ніобій використовують як легуючий метал для різних марок сталі, зокрема, сталі марки HSLA. До 10 % ніобію у вигляді чистого металу (порошок, зливки, прокат), а також у вигляді хімічних сполук використовують в інших галузях промисловості: у радіоелектронній (конденсатори), в авіаційній та ракетній (турбінні лопаті двигунів нового покоління, обшивка ракет, тощо), в атомній енергетиці (захисні оболонки уранових тепловиділяючих елементів енергетичних реакторів).
Карбід ніобію використовують для виробництва твердих сплавів для виготовлення ріжучих інструментів. Деякі сполуки ніобію (солі, оксиди) використовують в органічному синтезі як каталізатори, а також у виробництві спеціального скла.

## Ринок ніобієвих продуктів
Див. докладніше: Ринок ніобієвих продуктів
Світовий ринок ніобієвих продуктів є виключно монополізованим з абсолютним домінуванням бразильської компанії Companhia Brasileira de Metalurgia e Mineração (CBMM). Розробка найбільшого в світі родовища ніобію Араша з високоякісними та технологічними пірохлоровими рудами, налагоджене виробництво дозволяє CBMM утримувати монопольну позицію. На базі родовища створено гірничо-металургійний комплекс у складі кар'єра, збагачувальної фабрики та заводів, які переробляють пірохлорові концентрати на фероніобій стандартного сорту, та інші ніобієві продукти.